# 스위치 2
《스위치 2》(영어: Just Like a Woman)는 영국에서 제작된 크리스토퍼 멍거 감독의 1992년 코미디 드라마 영화이다. 모니카 제이의 소설 〈Geraldine, For the Love of a Transvestite〉(1985)가 원작이다. 줄리 월터스, 에이드리언 패즈다 등이 출연하였고, 닉 에번스가 각본을 쓰고 제작에도 참여하였다.
남자 주인공이 다른 목적을 이루기 위해 단기간 크로스 드레싱을 하는 《뜨거운 것이 좋아》(1959), 《투씨》(1982), 《미세스 다웃파이어》(1993)와 같은 여타 영화들과 달리 진짜 의상 도착증으로 등장하는 소수의 영화들 중 하나이다.

## 출연진
- 줄리 월터스
- 에이드리언 패즈다
- 폴 프리먼
- 수전 울드리지
- 고든 케네디
- 이언 레드퍼드
- 셸리 톰프슨
- 이가와 도고
- 질 스퍼리어
- 코레이 카우퍼
- 마크 해드필드
- 조지프 베넷

## 기타 제작진
- 배역: 조이스 갤리
- 미술: 존 복스
- 세트: 피터 하윗
- 의상: 수지 피터스